# Ленинский округ (Мурманск)

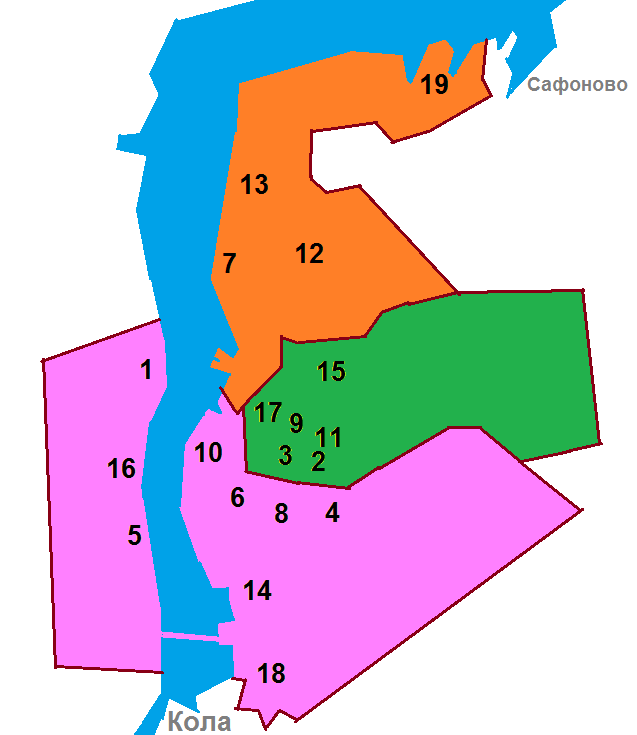
Ленинский округ Микрорайоны:
7. Зелёный Мыс
12. Промзона
13. Роста
19. Росляково.

Ленинский административный округ — один из трёх административных округов Мурманска, находится в северной части города.

## История
- Ленинский район был образован 20 апреля 1939 года, когда Мурманск был разделён на три района (Кировский, Ленинский и Микояновский).
- С 1948 по 1951 год и с 1958 по 1967 год районы были упразднены.
- В 1995 году район был переименован в округ.

## География
На территории района расположено Семёновское озеро, где была открыта набережная имени О. П. Найдёнова.

## Население
| 2002   | 2009    | 2010    | 2012    | 2013    | 2014    |
| ------ | ------- | ------- | ------- | ------- | ------- |
| 97 755 | ↘91 471 | ↘90 331 | ↘89 724 | ↘89 268 | ↘88 454 |

Численность населения, проживающего на территории Ленинского округа, по данным Всероссийской переписи населения 2010 года составляет 90331 человек, из них 41855 мужчин (46,3 %) и 48476 женщин (53,7 %). Население района по состоянию на 2009 год составляло 91 471 человек.

## Микрорайоны
Округ территориально включает микрорайоны: Зелёный Мыс, Промзона, Роста, а также удалённый на севере (бывший пгт) Росляково.

## Улицы

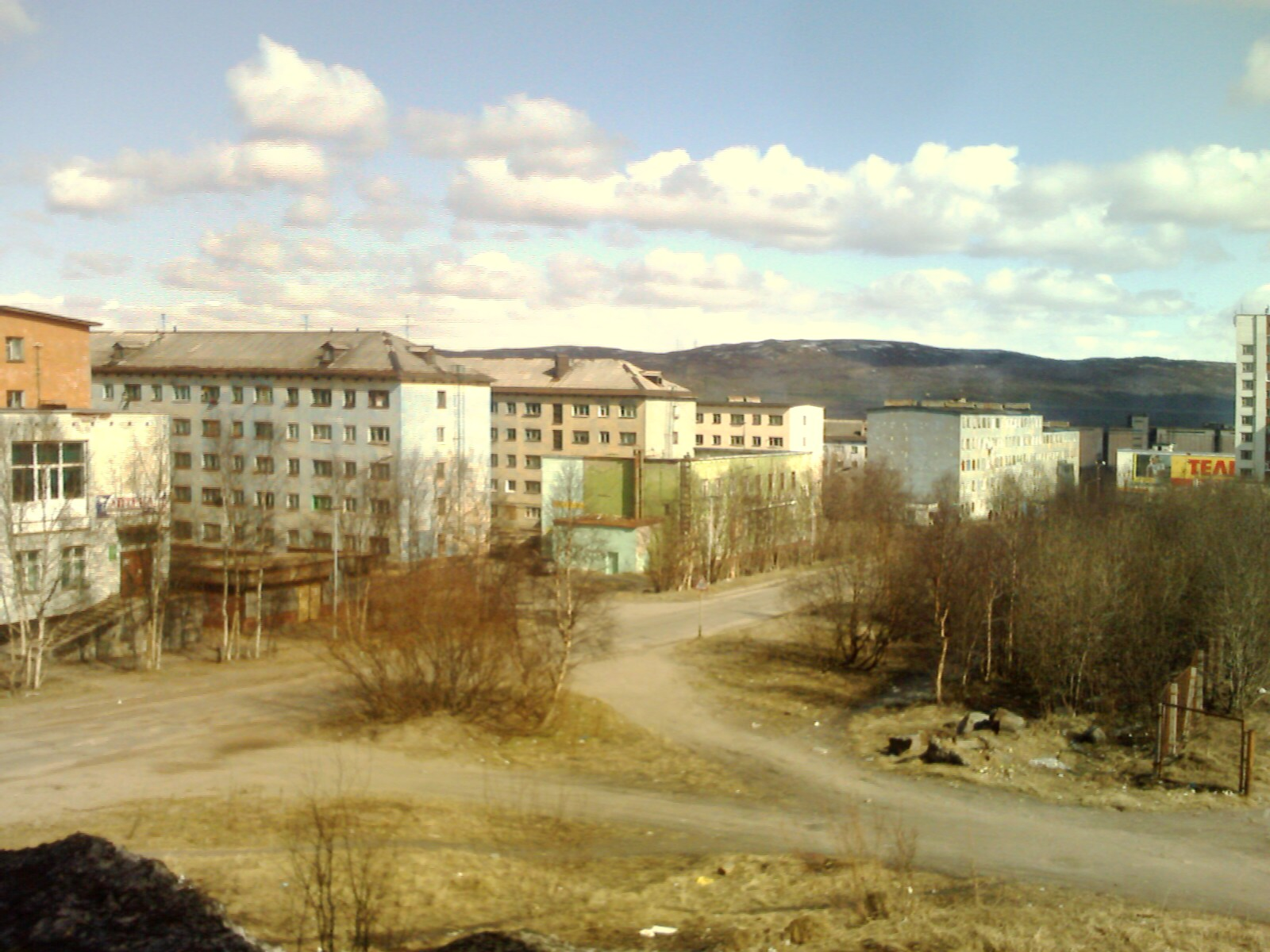
ул. Подстаницкого

Мемориал «Защитникам Советского Заполярья в годы Великой Отечественной войны» («Алёша»)

На улице Александрова расположен мемориал Защитникам Советского Заполярья в годы Великой Отечественной войны. Также на этой улице находится ДК «Лапландия» (1985 год). На улице Аскольдовцев находится гимназия № 4, эта улица названа в честь команды крейсера «Аскольд». На улице Чумбарова-Лучинского расположен бывший кинотеатр «Мир» в котором теперь торговый центр и магазин «Луч», улица названа в честь Фёдора Степановича Чумбарова-Лучинского, который был активным участником становления Советской власти на Мурмане. На улице Халатина расположен детский сад «Земляничка», школа № 45, институт управления и экономики. На проспекте Героев-Североморцев, который является главной магистралью Ленинского округа, расположены ресторан «Панорама», Мурманский океанариум, Спасо-Преображенский кафедральный собор (Храм Спаса-на-Водах), памятный знак «Героям-североморцам погибшим в годы Великой Отечественной войны». На улице Свердлова расположены троллейбусное депо № 2, бассейновая больница, мурманская детская городская больница. На улице Гагарина расположена школа № 30. На улице Подстаницкого находится межсоюзный Дворец Культуры (1972). Также в Ленинском округе есть улицы 6-й героичесокой Комсомольской батареи, Павлика Морозова, Миронова, Капустина, Бредова, Гаджиева, Хлобыстова, Ивченко, Саши Ковалёва, Маяковского, Садовая, Успенского, Мурманская, Инженерная, Кирпичная, Николаева, Невского, Гончарова, Урицкого и переулки Ручьевой и Казарменный.